# ساري الجهني
ساري الجهني لاعب كرة قدم سعودي ، يلعب كلاعب وسط.
لعب سابقاً في نادي الاتحاد في الفئات السنية و نادي الانتصار.